# Фарасман I (цар Кавказької Албанії)
Фарасман I (*д/н —150) — цар кавказької Албанії у 98—150 роках.

## Життєпис
Про походження замало відомостей. Близько 98 року, поваливши царя Какаса, стає володарем Кавказької Албанії, заснувавши власну династію. Деякий час намагався дотримуватися мирних стосунків з Парфією. У 114 році після вторгнення римських військ на чолі з імператором Траяном визнав зверхність Римської імперії. У 115—117 роках спільно з римськими військами вдерся до Атропатени, окремі албанські загони сплюндрували північну Мідію.
Після смерті Траяна у 117 році фактично звільнився від залежності, лише номінально визнавши імператора Адріана своїм зверхником. Водночас вів перемовини з Парфією. Разом з тим дипломатичні зусилля в стосунках з римськими проконсулами та союзниками сприяв захисту албанських володінь від нападу аланських племен.
Вправна зовнішня діяльність сприяла встановленню миру з сусідами, що зрештою призвело до стабілізації в середині царства та економічного розвитку. У 128 році надав військову підтримку Іберії, проти якого виступив Вологез II, цар Парфії. У 130 році боровся проти Фарсмана II, царя Іберії, але у 132 році замирився з іберами. У 135 році завдав рішучої поразки Вагаршу I, царю Великої Вірменії, та союзнику Парфії. Фактично керував цим царством до поставлення на трон Сохемоса у 140 році. Надалі діяв спільно з вірменськими та іберійськими військами проти Парфії.
Помер у 150 році. Йому спадкував син Патікан.